# Marie-Eugène Grialou
Marie-Eugene de L'Enfant-Jésus, OCD, rodným jménem Henri Grialou (2. prosince 1894, Aubin – 27. března 1967, Venasque) byl francouzský římskokatolický kněz, řeholník řádu bosých karmelitánů a zakladatel sekulárního institutu Panny Marie života. Katolická církev jej uctívá jako blahoslaveného.

## Život

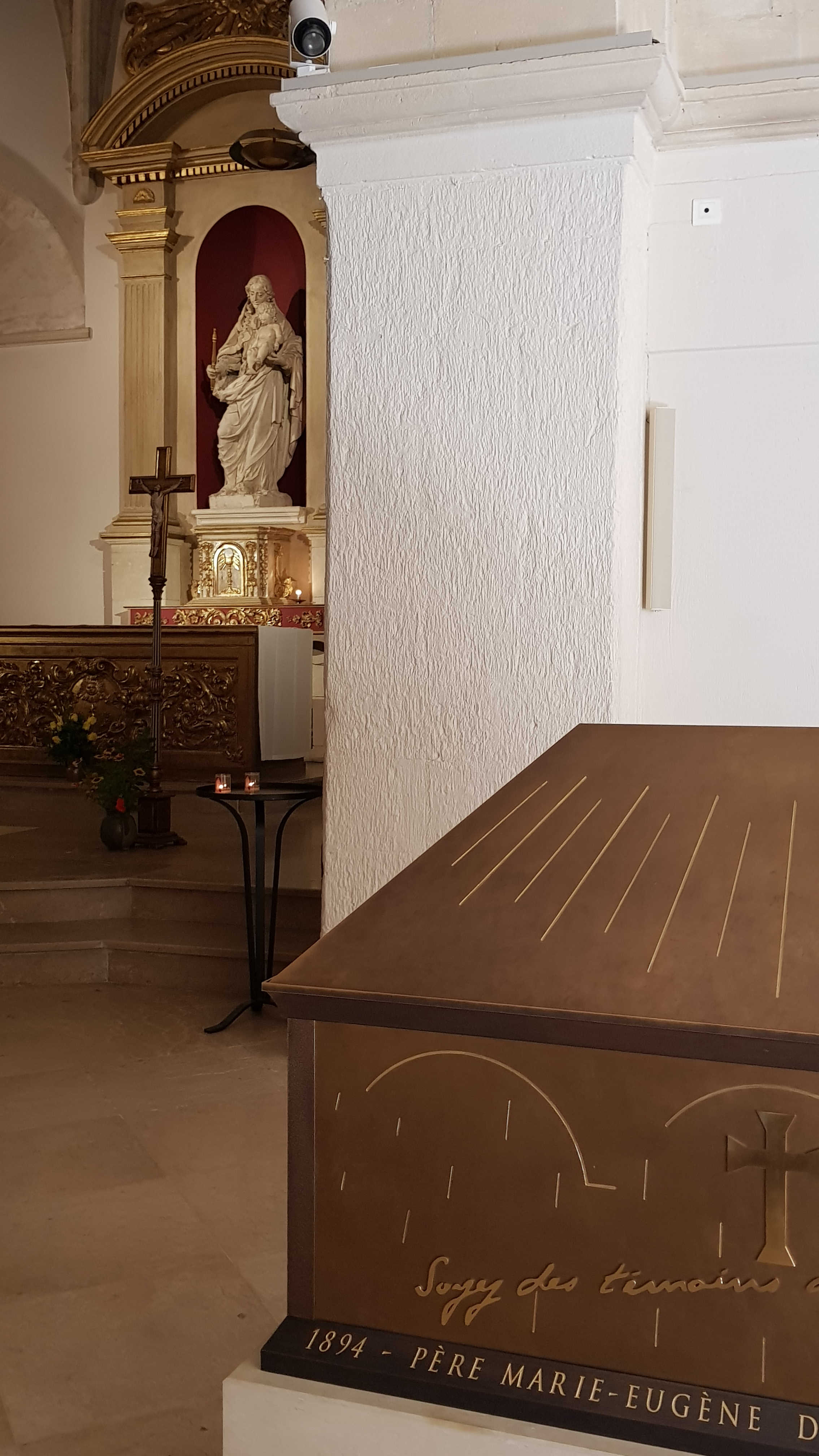
Jeho hrobka v kostele institutu Panny Marie života ve Venasque

Narodil se dne 2. prosince 1894 ve francouzské obci Aubin v departementu Aveyron rodičům Augustu Grialou a Marii Mira. Měl čtyři sourozence. V dětství mu zemřel otec.
Rozhodl se stát knězem a roku 1911 vstoupil do kněžského semináře v Rodez. Zde se seznámil se životem dnes svaté Terezie z Lisieux, jejíž dílo si velmi oblíbil. Jeho studium však přerušila první světová válka, ve které složil na frontě jako důstojník. Ke konci války také získal hodnost poručíka a po válce byl obdržel Řád čestné legie.
Dne 4. února 1922 byl vysvěcen na kněze. Rozhodl se také vstoupit k bosým karmelitánům a dne 24. února 1922 u nich zahájil svůj noviciát. Zvolil si řeholní jméno Marie-Eugene de L'Enfant-Jésus. Dne 10. března 1922 složil své první dočasné řeholní sliby. Dne 11. března 1923 pak složil své doživotní řeholní sliby.
Roku 1929 za ním přišlo několik žen s prosbou o založení sekulárního institutu. Ten jejich přání vyhověl a po promyšlení detailů roku 1932 institut Panny Marie života založil. Mezi lety 1932–1936 byl převorem karmelitánského kláštera v Agenu, poté, v letech 1936–1937 karmelitánského kláštera v Monaku. Roku 1937 odcestoval do Říma, kde se stal definitorem karmelitánského řádu.
Roku 1939 se však do Francie z důvodu mobilizace musel vrátit, roku 1946 se pak opět vrátil do Říma. Roku 1948 se stal apoštolským vizitátorem francouzských karmelitánských klášterů. V letech 1954–1955 zastával funkci generálního vikáře řádu bosých karmelitánů. Poté působil jeho převor karmelitánského kláštera v Tarasconu a v letech 1957–1960 působil jako provinciál. Roku 1962 obdržel jím založený sekulární institut papežské potvrzení o svém založení. Za svého života také navštěvoval karmelitánské kláštery po světě, kdy byl kromě Itálie např. na Filipínách, v Kanadě, nebo ve Vietnamu.
Zemřel dne 27. března 1967 ve Venasque poté, co se mu od roku 1965 zhoršovalo zdraví. Pohřben je v kostele jím založeného sekulárního institutu ve Venasque.

## Úcta
Jeho beatifikační proces započal dne 27. září 1985, čímž obdržel titul služebník Boží. Dne 19. prosince 2011 jej papež Benedikt XVI. podepsáním dekretu o jeho hrdinských ctnostech prohlásil za ctihodného. Dne 3. března 2016 byl uznán zázrak na jeho přímluvu, potřebný pro jeho blahořečení.
Blahořečen pak byl dne 19. listopadu 2016 Avigonu. Obřadu předsedal jménem papeže Františka kardinál Angelo Amato.
Jeho památka je připomínána 4. února. Bývá zobrazován v řeholním oděvu. Je patronem jím založeného sekulárního institutu.

## Dílo
- Seznam děl v Souborném katalogu ČR, jejichž autorem nebo tématem je Marie-Eugène Grialou
- Marie-Eugène de l'Enfant-Jésus, Je veux voir Dieu : La Spiritualité Thérésienne, Éditions du Carmel, 1949. (jeho zásadní dílo o karmelitánské spiritualitě)
- Marie-Eugène de l'Enfant-Jésus, Je suis fille de l'Église, Éditions du Carmel, 1951. (pokračování předchozího)
- Père d'une multitude, Paris, Fayard, Le Sarment, 1988. (korespondence)